# Anđelko Nuić
Anđelko Nuić (Drinovci, 10. travnja 1908. – nepoznato, 15. svibnja 1945.) bio je hrvatski franjevac iz Bosne i Hercegovine i mučenik.
Pučku školu završio je u rodnom mjestu, gimnaziju kod franjevaca na Širokom Brijegu, a filozofsko-teološki studij u Mostaru i Breslauu. U franjevački novicijat stupio je 1926., a za svećenika je zaređen 1932.

## Župe u kojim je djelovao
Pastoralno je djelovao kao kapelan u Mostaru (1934.) i Konjicu (1934. – 1937.), kao župnik u Gorancima (1937. – 1939.) i Izbičnu (1939. – 1941.) te kao kapelan na Čitluku (1941. – 1943.) i Međugorju (1943.1944.). Godine 1944./'45. je u samostanu u Mostaru. Ubijen je od partizana na križnom putu poslije 15. svibnja 1945. negdje u Sloveniji, u 37. god. života, 19. god. redovništva i 13. god. svećeništva. Ne zna mu se za grob. Koliko je dugo fra Anđelko ostao u samostanu u Mostaru i je i imao još kakvu službu prije svoje smrti, iz sačuvanih spisa nije razvidno. Njegovo se ime u spisima Arhiva Provincije nakon rujna 1944. više ne spominje. Svakako je sigurno da je i on, kao i bezbrojni drugi, bježao pred komunističkom partizanskom vojskom te dospio u Austriju. U povratku, u nekoj od kolona smrti, bio je poslije 15. svibnja 1945. ubijen na nepoznatom mjestu.

## Unutarnje poveznice
- Hercegovački franjevački mučenici
- Hrvatski križni put